# Johann Heinrich Plath
Johann Heinrich Plath (* 25. August 1802 in Hamburg; † 16. November 1874 in München) war ein deutscher Historiker, klassischer Philologe und Bibliothekar, der als einer der bedeutendsten Sinologen des 19. Jahrhunderts in Deutschland gilt. Als Privatgelehrter veröffentlichte er insbesondere historische Abhandlungen über China und die klassischen Schriften des Konfuzianismus. Von 1848 bis 1851 wirkte er als Reichsbibliothekar der von der Frankfurter Nationalversammlung gegründeten Reichsbibliothek, einer Vorläufereinrichtung der heutigen Deutschen Nationalbibliothek.

## Leben
Johann Heinrich Plath wurde 1802 als Sohn eines Kaufmanns in Hamburg geboren, wo er von 1813 bis 1821 das Johanneum und 1821/1822 das Akademische Gymnasium absolvierte. Anschließend studierte er Alte Geschichte und Orientalische Sprachen an der Universität Göttingen. Er wurde 1824 promoviert sowie fünf Jahre später habilitiert und wirkte danach als Privatdozent für Geschichte an der Göttinger Universität. Während der politischen Unruhen 1831 in Göttingen, die der französischen Julirevolution von 1830 folgten, war er aufgrund seiner liberalen Ansichten Mitglied des Gemeinderats, der nach der Absetzung des Magistrats die Macht in der Stadt übernahm. Infolgedessen wurde er verhaftet und 1836 zu einer Zuchthausstrafe von zwölf Jahren verurteilt. Nach seiner vorzeitigen Entlassung im Frühjahr 1843 ging er nach Hamburg, wo er am Akademischen Gymnasium unterrichtete.
Ab 1848 fungierte er als Reichsbibliothekar der Reichsbibliothek, die von der Frankfurter Nationalversammlung auf Anregung des Verlegers Heinrich Wilhelm Hahn gegründet wurde und eine Vorläufereinrichtung der heutigen Deutschen Nationalbibliothek war. In dieser Funktion erarbeitete er unter anderem einen Katalog der aus rund 4500 Bänden und etwa 300 Broschüren bestehenden Sammlung. Nach der Auflösung der Frankfurter Nationalversammlung versuchte Johann Heinrich Plath, die Sammlung der Reichsbibliothek als Deutsche Nationalbibliothek weiterzuführen, was im Oktober 1851 an der Ablehnung durch die wiederhergestellte Bundesversammlung scheiterte. Im gleichen Jahr zog er nach München, wo er bis zu seinem Tod im November 1874 als Privatgelehrter insbesondere im Bereich der Sinologie tätig war.
Sein Sohn Carl Heinrich Plath (1829–1867) war Armenarzt in Hamburg.

## Wirken
Johann Heinrich Plath hatte zeit seines Lebens keinen Lehrstuhl an einer Universität inne. Er eignete sich autodidaktisch Kenntnisse der chinesischen Sprachen an und veröffentlichte insbesondere historische und sprachwissenschaftliche Arbeiten über China und die klassischen Schriften des Konfuzianismus. Ab 1860 war er außerordentliches und ab 1865 ordentliches Mitglied der Bayerischen Akademie der Wissenschaften, in deren Abhandlungen die meisten seiner Schriften erschienen.

## Werke (Auswahl)
- Die Völker der Manschurey. Zwei Bände. Göttingen 1830/1831
- Die Religion und der Cultus der alten Chinesen (Mit Lithographien chinesischer Texte). München 1860
- Gesetz und Recht im alten China nach chinesischen Quellen. München 1864
- Nahrung, Kleidung und Wohnung der alten Chinesen. München 1866
- Confucius und seine Schüler. München 1867
- Über Schule, Unterricht und Erziehung bei den alten Chinesen. München 1868

## Weiterführende Veröffentlichungen
- Albert Paust: Johann Heinrich Plath: Ein Wegbereiter der Deutschen Bücherei. Walter Krieg Verlag, Wien 1952
- Herbert Franke: Zur Biographie von Johann Heinrich Plath (1802–1874). Reihe: Sitzungsberichte der Bayerischen Akademie der Wissenschaften. Heft 12/1960. Verlag der Bayerischen Akademie der Wissenschaft, München 1960